# Гурія
Гу́рія(груз. გურია, გურიის მხარე) — сучасна адміністративна одиниця (мхаре) та історична область, регіон у західній Грузії. Столиця і найбільше місто — Озургеті.

## Географія
Гурія межує із Імереті на півночі, Мінгрелія на північному заході,Самцхе-Джавахеті на південному заході і Аджарією на півдні.
Регіон знаходиться в гористій місцевості, із заходу омивається Чорним морем.

## Адміністративний поділ
До складу Гурії входять три муніципалітети:
- Ланчхутський муніципалітет
- Озургетський муніципалітет
- Чохатаурський муніципалітет

## Галерея

Прапор князівства Гурія
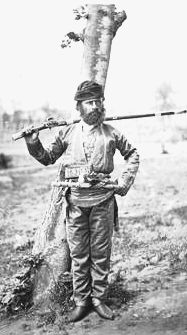
Гурієць
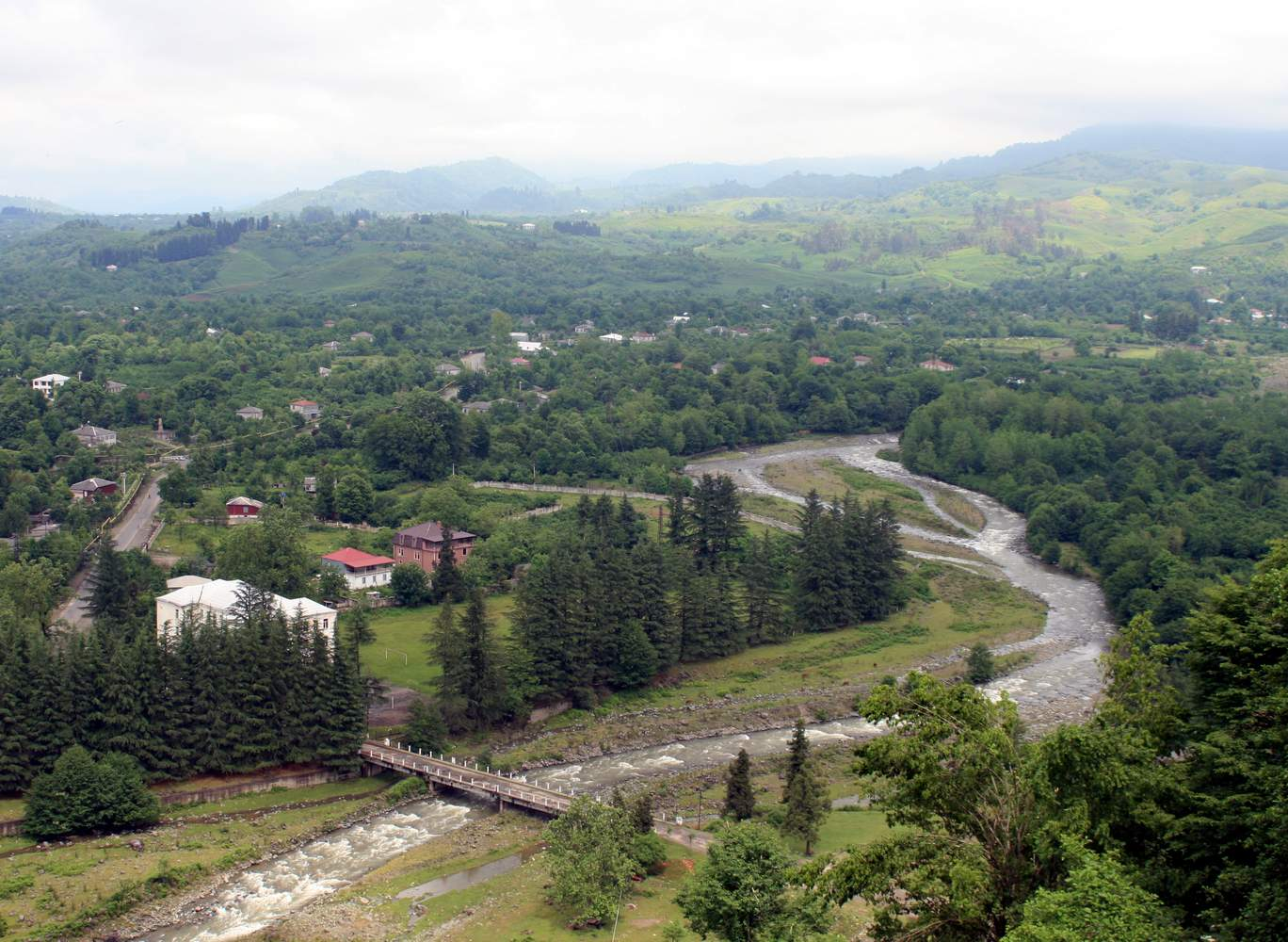
Долина річки Натанебі. Монастир Шемокмеді
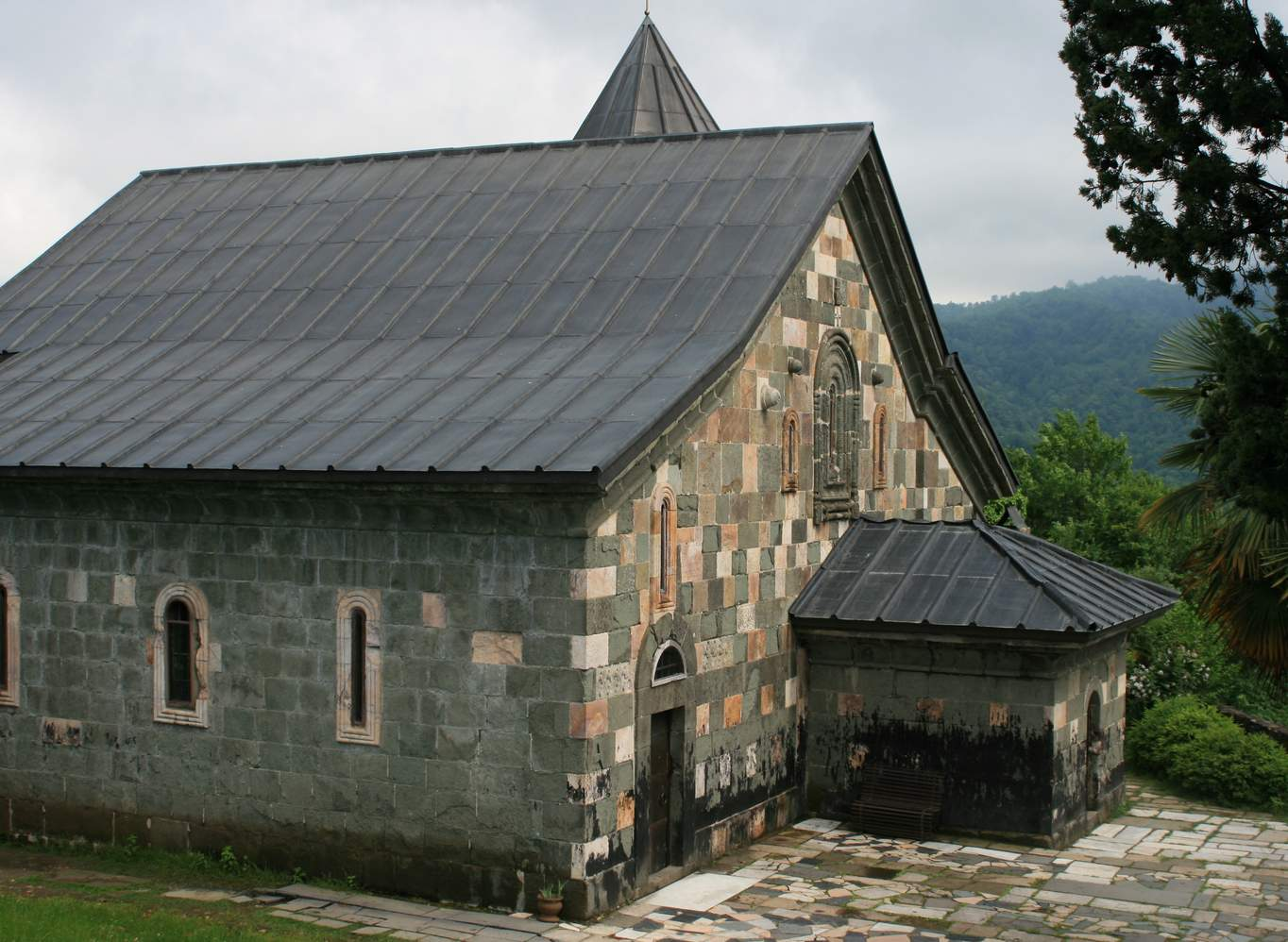
Монастир Шемокмеді
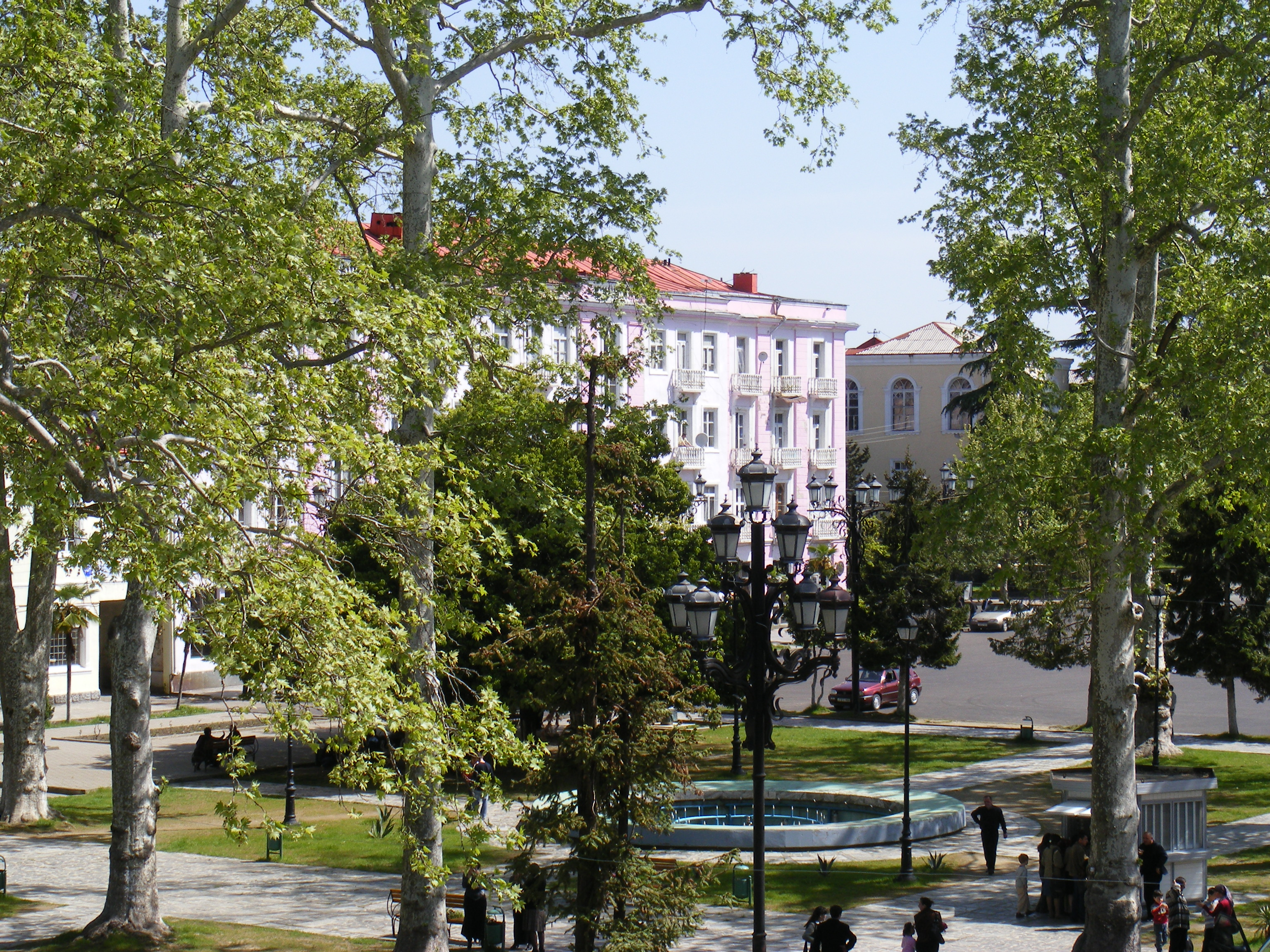
Центр Озургеті
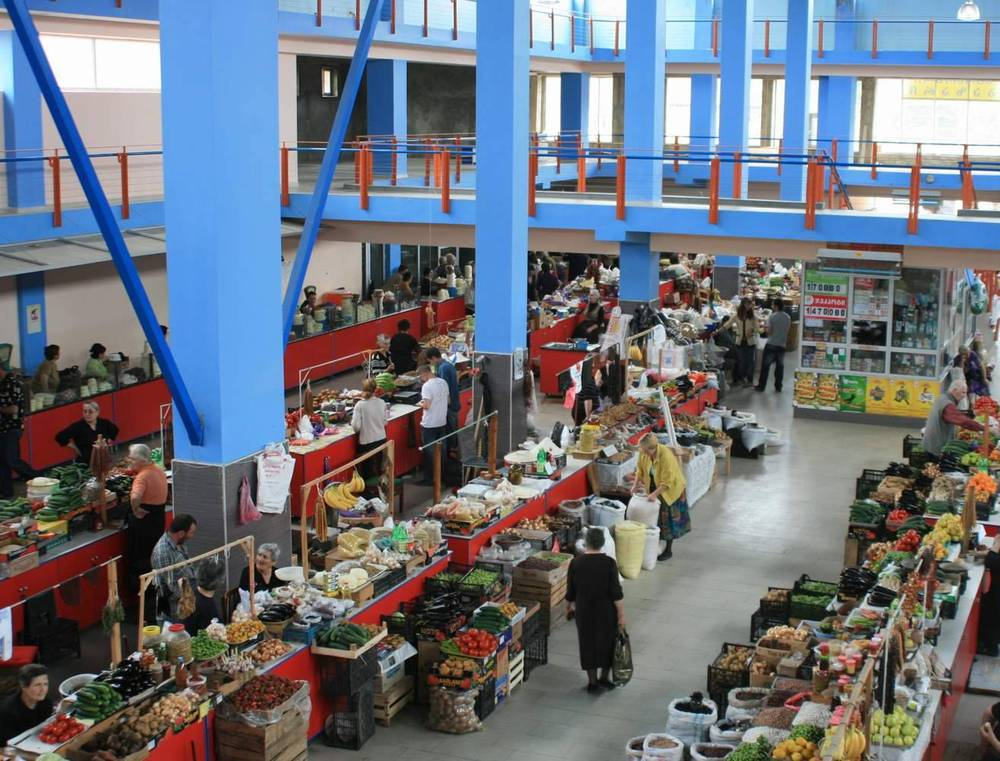
Ринок Озургеті
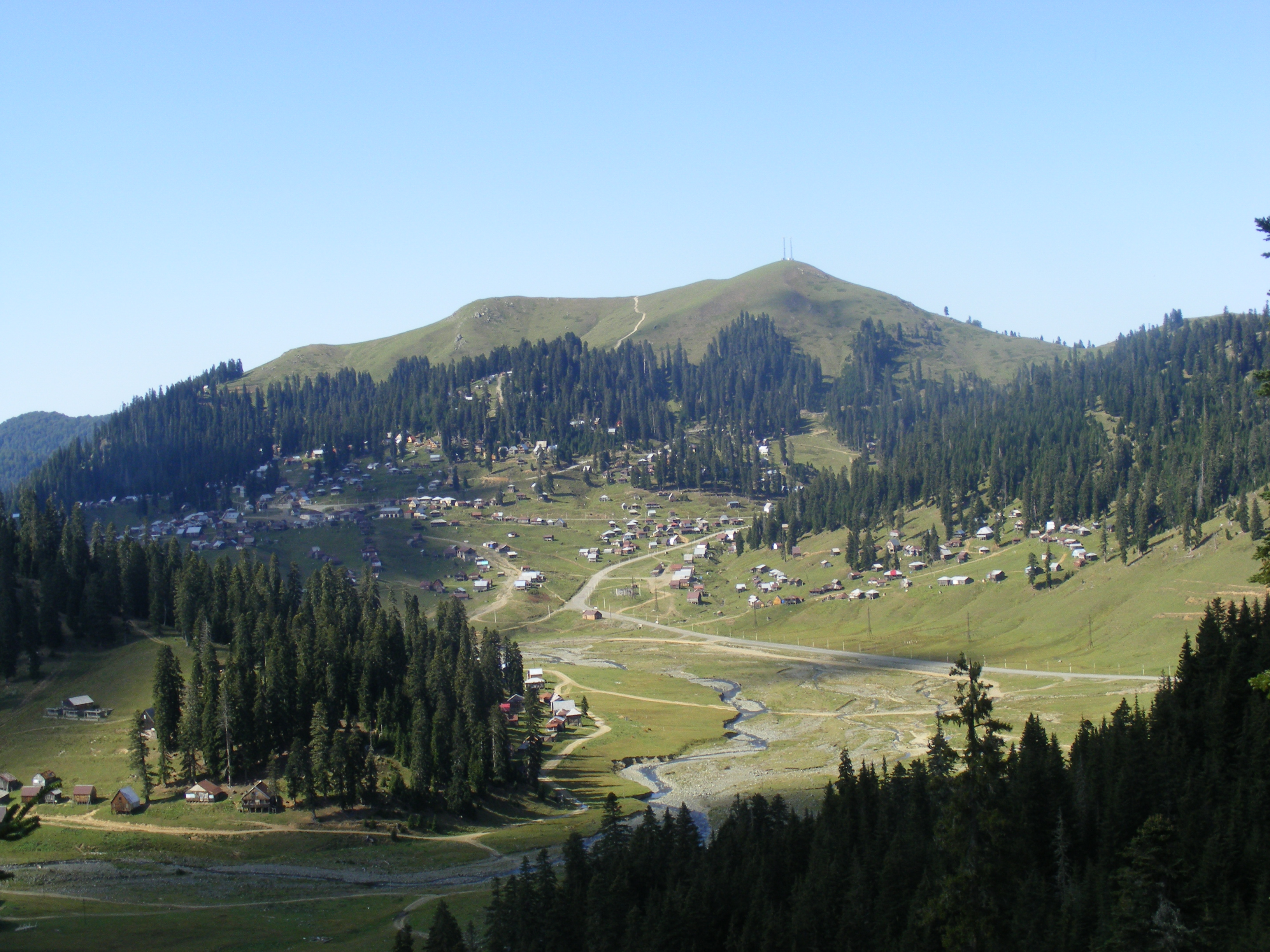
Бахмаро
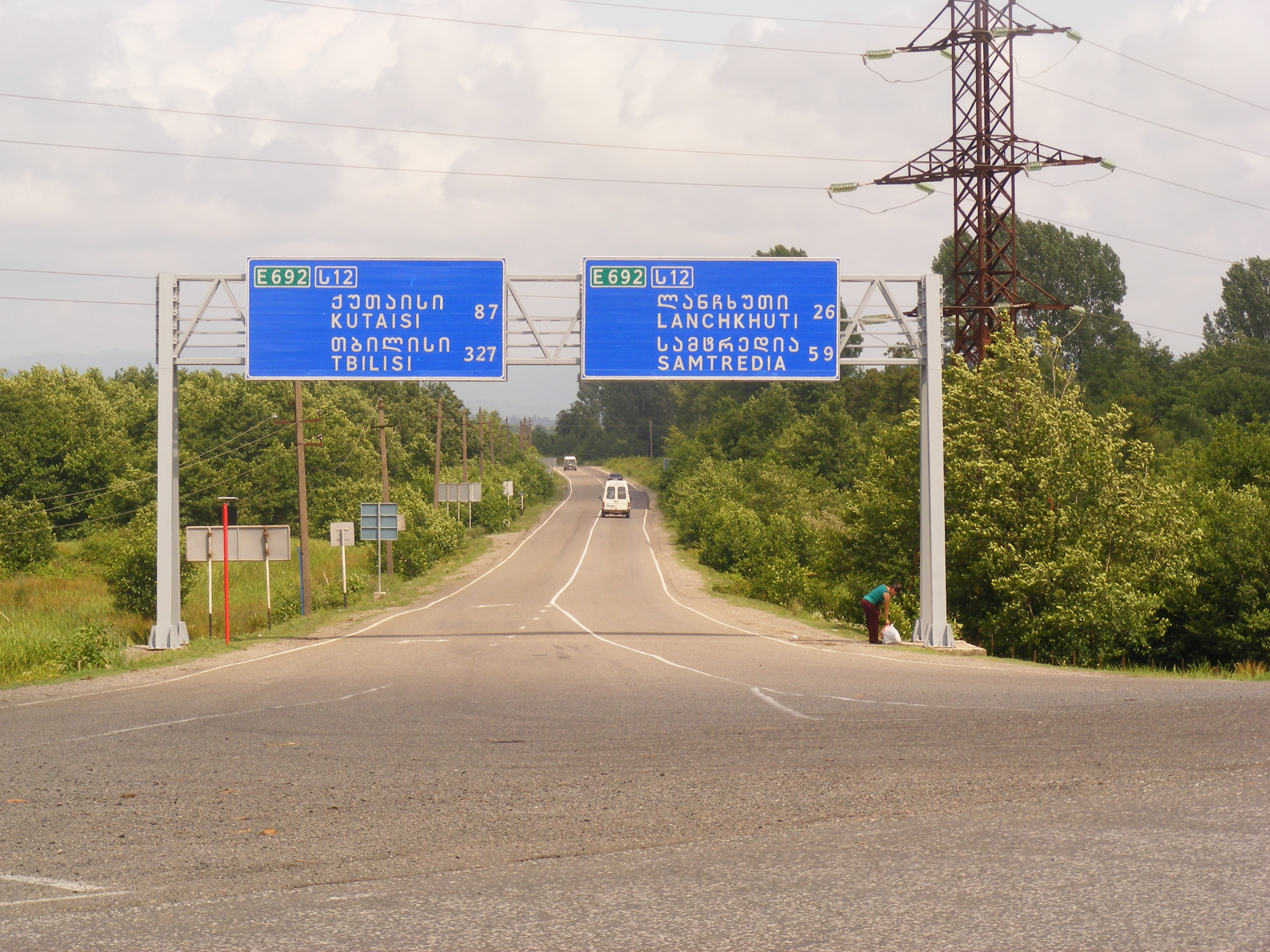
Перехрестя E60 і E692